# Liga Dreptății (film)
Liga Dreptății (titlu original: Justice League) este un film american din 2017, regizat de Zack Snyder, bazat pe echipa de supereroi DC Comics cu același nume. Rolurile principale au fost interpretate de actorii Ben Affleck, Henry Cavill, Amy Adams, Gal Gadot, Ezra Miller și Jason Momoa. 
Filmul este a cincea intrare în Universul Extins DC (DCEU), după cel din 2013  Man of Steel, cele din 2016 Batman vs. Superman: Zorii dreptății și  Brigada Sinucigașilor, și cel din 2017 Femeia Fantastică.

## Acțiune
Cu mii de ani în urmă, Steppenwolf și legiunile sale de Parademoni încearcă să cucerească Pământul cu puterea combinată a celor trei Cutii Mamă. Ei sunt opriți de o armată unită formată din zei olimpici, Amazoane, Atlantieni, oameni și Lanterne Verzi. După înfrângerea lui Steppenwolf, Cutiile Mamă sunt luate separat de către Amazoane, Atlantieni și oameni, și ascunse în locuri diferite de pe Pământ. 
În prezent, lumea este în doliu după moartea lui Superman. Acest lucru reactivează Cutiile Mamă și îl fac pe Steppenwolf să revină pe Pământ pentru a le lua și a recâștiga respectul stăpânului său, Darkseid. Steppenwolf dorește să adune cele artefacte pentru a forma "Unitatea", care va distruge ecologia Pământului și o va terraforma într-o planetă asemănătoare cu cea a lui Steppenwolf.
Steppenwolf atacă Themyscira și recuperează Cutia Mamă de la Amazoane, determinând-o astfel pe regina Hippolyta să-și avertizeze fiica Diana de întoarcerea lui Steppenwolf. Diana se alătură lui Bruce Wayne în încercarea de a uni un grup de oameni cu puteri metaumane care să apere lumea în lipsa lui Superman. Astfel, Wayne se duce să-i recruteze pe Arthur Curry și Barry Allen, în timp ce Diana încearcă să-l localizeze pe Victor Stone. Wayne nu reușește să-l convingă pe Curry să-i ajute, dar îl recrutează pe entuziasticul Allen. Deși Diana nu reușește să-i convingă pe Stone să li se alăture, el este de acord să-i ajute să localizeze amenințarea în cazul în care va descoperi locația lor. Stone se alătură în cele din urmă echipei după ce tatăl său Silas, precum și numeroși alți angajați ai S.T.A.R. Labs, sunt răpiți de Steppenwolf care îi interoghează cu privire la locația Cutiei Mamă luată de oameni.
Steppenwolf atacă Atlantis și ia cea de-a doua Cutie Mamă, forțându-l astfel pe Curry să intre și el în acțiune. Echipa primește informații de la comisarul de poliție James Gordon care îi duce la ascunzătoarea forțelor lui Steppenwolf într-o instalație abandonată din portul Gotham. Deși echipa reușește să salveze angajații răpiți, instalația este inundată în timpul luptei și echipa este blocată, până când Curry sosește și oprește inundația. Stone recuperează ultima Cutie Mamă, pe care a ascuns-o, pentru ca echipa s-o analizeze. Stone dezvăluie că tatăl său a folosit Cutia Mamă pentru a-i reconstrui corpul după un accident în care aproape a murit. Cum șansele de victorie împotriva armatei copleșitoare a lui Steppenwolf sunt mici, Wayne decide să folosească Cutia pentru a-l reînvia pe Superman, nu numai pentru a-i ajuta să lupte împotriva invaziei lui Steppenwolf, dar și pentru a restabili speranța omenirii. Diana și Curry ezitează la această idee, dar Wayne formează în secret un plan pentru cazul în care Superman se va întoarce în calitate de dușman.
Corpul lui Clark Kent este exhumat și plasat în lichidul amniotic al camerei de geneză de pe nava kryptoniană, unde, cu ajutorul Cutiei Mamă, Superman reînvie cu succes. Totuși, amintirile lui Superman nu s-au întors și el atacă grupul, după ce Stone a lansat din greșeală un proiectil către el. Chiar înainte de a fi ucis de Superman, Batman își pune în aplicare planul de reservă: Lois Lane. Superman se calmează și se duce împreună cu Lois la casa familiei sale din Smallville, unde începe să-și recapete amintirile. Cum echipa a fost ocupată cu Superman, ei au lăsat Cutia nesupravegheată și astfel Steppenwolf a luat-o cu ușurință. 
Fără Superman care să-i ajute, cei cinci eroi călătoresc într-un sat din Rusia unde Steppenwolf crează "Unitatea" și începe să remodeleze Pământul. Echipa se luptă cu hoardele de Parademoni până ce ajunge la Steppenwolf, dar nu-l pot distrage suficient pentru ca Stone să separe Cutiile Mamă. Chiar atunci, Superman sosește și îl ajută pe Allen să evacueze orașul, precum și pe Stone în separarea Cutiilor Mamă. Echipa îl învinge pe Steppenwolf, care, cuprins de frică, este atacat de propriii săi Parademoni, înainte să se teleporteze cu tot cu aceștia, lăsând în urmă doar casca sa.
După bătălie, Bruce și Diana sunt de acord să înființeze o bază de operațiuni pentru echipă, cu loc pentru mai mulți membri. Diana se întoarce în calitate de eroină în fața lumii; Barry își găsește un loc de muncă în departamentul de poliție din Central City, impresionându-l pe tatăl său; Victor continuă să-și cerceteze și îmbunătățească abilitățile împreună cu tatăl său în S.T.A.R. Labs; Arthur se întoarce în Atlantis; Batman continuă să protejeze Gotham City; iar Superman își reia viața în calitate reporterul Clark Kent. 
Într-o scenă la mijlocul genericului, Superman și Barry se pregătesc să se întreacă într-o cursă prietenoasă până la Oceanul Pacific. Într-o altă scenă după credite, Lex Luthor scapă din Arkham Asylum și îl recrutează pe mercenarul Slade Wilson pentru a-și forma propria ligă.

## Distribuție
| Actor          | Personaj                         |
| -------------- | -------------------------------- |
| Ben Affleck    | Bruce Wayne / Batman             |
| Henry Cavill   | Clark Kent / Superman            |
| Amy Adams      | Lois Lane                        |
| Gal Gadot      | Diana Prince / Femeia Fantastică |
| Ezra Miller    | Barry Allen / The Flash          |
| Jason Momoa    | Arthur Curry / Aquaman           |
| Ray Fisher     | Victor Stone / Cyborg            |
| Jeremy Irons   | Alfred Pennyworth                |
| Diane Lane     | Martha Kent                      |
| Connie Nielsen | Regina Hippolyta                 |
| J. K. Simmons  | Commissioner Gordon              |
| Ciarán Hinds   | Steppenwolf                      |

## Legături externe
- Site web oficial
- Justice League la Internet Movie Database
- Justice League la Box Office Mojo
- Justice League la Rotten Tomatoes
- Justice League la Metacritic
- Justice League la AllRovi